# Чалым-Кукшум
Ча́лым-Кукшу́м (чув. Чалӑм Кӑкшӑм) — деревня в Вурнарском районе Чувашской Республики. Входит в состав Алгазинского сельского поселения.

## География
Находится в центральной части Чувашии, на расстоянии приблизительно 12 км на север по прямой от районного центра поселка Вурнары на правом берегу реки Средний Цивиль у республиканской автодороги.

## История
Известна с 1858 года как частично околоток деревни Байглычева (ныне не существует), так частично и околоток деревни Третья Иккова (ныне не существует), всего 367 жителей. В 1897 году было учтено 380 жителей, в 1906 — 85 дворов, 421 житель, в 1926—115 дворов, 507 жителей, в 1939—535 жителей, в 1979—424. В 2002 году было 120 дворов, в 2010—105 домохозяйств. В 1930 году был образован колхоз им. Сталина, в 2010 действовал ООО «Агрофирма «Родник».

## Население
Постоянное население составляло 313 человек (чуваши 96 %) в 2002 году, 315 в 2010.